# Flughafen Chiang Mai

i7
i11
i13

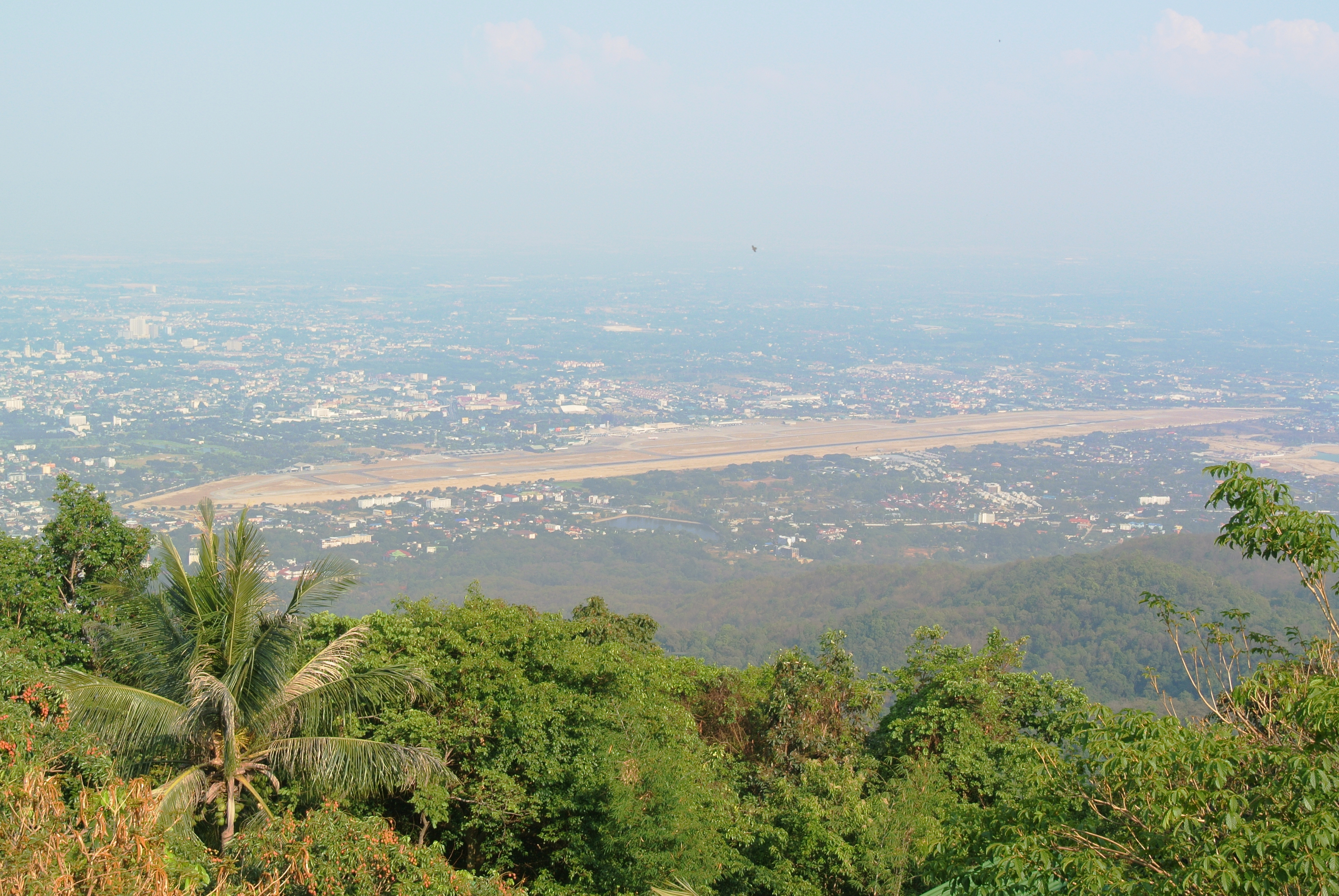
Die Start-/Landebahn und der südliche Teil der Stadt

Der Flughafen Chiang Mai (thailändisch ท่าอากาศยานเชียงใหม่; englisch Chiang Mai International Airport, IATA-Code: CNX, ICAO-Code: VTCC) ist ein internationaler Flughafen in Chiang Mai (Thailand).

## Allgemeines
Der Flughafen befindet sich vier Kilometer südwestlich von Chiang Mai. Er hat eine Start-/Landebahn und sechs Taxiways. Es gibt ein Terminal für den Passagier- und ein Terminal für den Güterverkehr.
Jährlich werden 15.000 Flüge abgefertigt, der Güterumschlag liegt bei 16.000 Tonnen. Im Jahr 2015 wurde der Flughafen von 8,37 Millionen Passagieren genutzt, damit war er der meistfrequentierte Flughafen der Nordregion und auf Platz vier (hinter den beiden Bangkoker Flughäfen und Phuket) in ganz Thailand. Die Passagierzahl hat sich von 2011 bis 2015 mehr als verdoppelt.

## Zwischenfälle
- Am 25. Dezember 1967 verunglückte eine Douglas DC-3 der Thai Airways Company (Luftfahrzeugkennzeichen HS-TDH) beim Landeanflug auf den Flughafen Chiang Mai. Der Kapitän entschied sich trotz Nebels mit einer Sicht von 100 Metern für einen visuellen Anflug entlang der mittleren von drei Straßen, welche auf die Landebahn zuführte. Er verwechselte diese jedoch mit der rechten der drei und bemerkte dies erst spät. Beim Versuch, die Maschine abzufangen, scherte diese aus und schlug auf dem Boden auf, wobei 4 von 31 Menschen an Bord ums Leben kamen.[1]